# Gaibiel
Gaibiel è un comune spagnolo di 200 abitanti situato nella comunità autonoma Valenciana.